# Sant Pere Nord
Sant Pere Nord és un barri de Terrassa a la part sud-occidental del districte 6 o del Nord-est, situat al marge dret de la riera de les Arenes. Té una superfície de 0,71 km² i una població de 16.015 habitants el 2021, amb què era el tercer barri més habitat de la ciutat, després del Centre i Ca n'Aurell.
Està limitat al sud per l'avinguda de Jaume I i el carrer del Periodista Grané, a l'est per l'avinguda del Vallès, a l'oest per la carretera de Matadepera (BV-1221) i els carrers de Tarragona i Roig Ventura, i al nord per l'avinguda de Béjar, més enllà del qual s'estén el polígon industrial Nord.
Des del 1993 té parròquia pròpia, a l'església de Sant Pau, edifici del 1998 situat al carrer del Doctor Ferran. La parròquia sobrepassa els límits del barri i inclou Can Tusell i el Pla del Bon Aire – el Garrot. La festa major és la segona setmana de juliol.
El febrer del 2006, a la rambla de Francesc Macià s'hi va inaugurar la biblioteca del districte 6 (o Bd6), al costat de la qual s'ha construït el parc de la República, inaugurat el 8 de juliol del mateix any.

## Història
La barriada ocupa l'antic pla de les Arenes, que era travessat per tres camins: el de Can Petit, el de Santa Magdalena de Puig barral i el de Matadepera; a la part alta hi neix el torrent Montner, que més avall s'uneix al de Vall paradís dins el parc de Vall paradís, i també s'hi infiltren alguns ramals de la riera de les Arenes a la part de llevant. Els primers immigrants andalusos que es van establir a la ciutat, cap a la dècada del 1910, ho van fer a l'actual carrer de Santa Magdalena –a la part occidental del barri, tocant a la carretera de Matadepera–, on començava el camí que duia a l'ermita del mateix nom, situada a l'altra banda de la riera, per sota de la Font de l'Espardenyera.
La denominació del barri fa referència a l'antic poble de Sant Pere de Terrassa, dins el terme del qual hi havia les terres d'aquesta zona de la ciutat. A més a més, Sant Pere Nord és la continuació del barri de Sant Pere més enllà de l'avinguda de Jaume I, cap al nord-est.

## Llocs d'interès
- L'escultura Tall, a la confluència entre la carretera de Matadepera, les avingudes de Jaume I i de l'Abat Marcet i la rambla de Francesc Macià. Obra de Josep Lluscà, es va instal·lar el 1992 per commemorar el 150è aniversari de la Mina Pública d'Aigües de Terrassa i és fruit del programa Càtex-Entorn impulsat pels Amics de les Arts, que volia situar mostres d'escultura contemporània en quatre punts clau de la ciutat.
- El parc de la República, situat a la confluència entre la Rambla de Francesc Macià i els carrers de Provença i Mossèn Tatxer, vora la nova biblioteca del districte i el centre cívic President Macià. Té una superfície de 6.400 m² en la seva primera fase i disposa d'àrees per al passeig i jocs infantils.
- Centres educatius: Col·legi Martí (situat al carrer Manresa), CEIP Joan Marquès Casals (situat a la vora del parc de la República). Institut Jaume Cabré[Enllaç no actiu] (C/ Roig Ventura, 203)
- Centres sanitaris: CAP Sant Pere Nord, situat a l'avinguda del Vallès.
- Centre cultural: situat a la rambla de Francesc Macià.
- Biblioteca: situada a la rambla de Francesc Macià.
- Colla de Diables de Sant Pere Nord (situat al carrer roca i roca 112)
- Centres esportius: Camp Mpal. futbol Sant Pere Nord